# 豊竹座
豊竹座（とよたけざ）は、18世紀大坂道頓堀にあった人形浄瑠璃の劇場、また座名。竹本座と競って栄えた。豊竹若太夫、のち越前少掾が座元を務め、前期には紀海音が主な作者であった。

## 年表
- 元禄16年（1703年）竹本義太夫の弟子竹本采女が若太夫（のち上野少掾、越前少掾）として豊竹座を創設
- 宝永3年（1706年）紀海音を作者として迎える
- 宝永4年（1707年）人形遣い・辰松八郎兵衛が豊竹座の相座元になる。
- 宝永7年（1710年）「鬼鹿毛無佐志鐙」「椀久末松山」「おそめ久松袂の白しぼり」
- 正徳2年（1712年）「三井寺開帳」
- 正徳5年（1715年）「傾城三度笠」。若太夫、上野少掾を受領。
- 享保4年（1719年）「三勝半七二十五年忌」
- 享保7年（1722年）「心中二ッ腹帯」
- 享保8年（1723年）海音引退。7月「井筒屋源六恋寒晒」西沢一風・田中千柳。11月「建仁寺供養」一風・千柳
- 享保9年（1724年）2月「頼政追善芝」一風・千柳。3月21日、大坂大火で類焼。10月「女蝉丸」一風・千柳。11月、上野少掾、芝居主と座元を兼ねる。
- 享保10年（1725年）1月「昔米万石通」一風・千柳、3月「南北軍問答」一風・千柳、5月「身替弓張月」一風・千柳、10月「大仏殿万代石楚」一風・千柳。
- 享保11年（1726年）2月「曽我錦几帳」安田蛙文、「北条時頼記」（一風、並木宗助・安田蛙文）が十か月の続演
- 享保12年（1727年）2月「清和源氏十五段」宗輔・蛙文、8月「摂津国長柄人柱」宗蛙
- 享保13年（1728年）2月「尊氏将軍二代鑑」宗蛙、5月「南都十三鐘」宗蛙
- 享保14年（1729年）1月「後三年奥州軍記」宗蛙、9月「藤原秀郷俵系図」宗蛙
- 享保15年（1730年）1月「蒲冠者藤戸合戦」宗蛙、5月「本朝檀特山」宗蛙、8月「楠正成軍法実録」宗蛙
- 享保16年（1731年）1月「源家七代集」宗蛙、4月「和泉国浮名溜池」宗蛙、5月16日、西沢一風死去。9月30日、上野少掾が越前少掾を再受領。10月「赤沢山伊東伝記」宗蛙
- 享保17年（1732年）9月「待賢門夜軍」宗蛙、10月「忠臣金短冊」宗蛙・小川丈助
- 享保18年（1733年）「鎌倉比事青砥銭」蛙文、蛙文は歌舞伎作者に転じる。並木丈助が脇作者となる。6月30日、竹田芝居を火元とする火事で類焼。7月「莠伶人吾妻雛形」宗輔・丈助。
- 享保19年（1734年）5月9日、辰松八郎兵衛死去。6月「曽我昔見台」近松門左衛門作、宗輔・丈助修正、8月「那須与市西海硯」宗助・丈助
- 享保20年（1735年）2月「南蛮鉄後藤目貫」（宗助）大坂城落城を描き家康に当る足利尊氏狙撃の場面が問題になり上演禁止処分を受ける。5月「万屋助六二代かみこ」丈助・宗助、8月「苅萱桑門筑紫𨏍」宗輔・丈助
- 元文元年（1736年）3月「和田合戦女舞鶴」宗輔
- 元文2年（1737年）1月「安倍宗任松浦笠」宗輔、7月「釜淵双級巴」宗輔
- 元文3年（1738年）1月、竹田正蔵が竹本座から入座、為永太郎兵衛となる。4月「丹生山田青海剣」宗輔、10月「茜染野中の隠井」宗輔・原田由良助
- 元文4年（1739年）2月「奥州秀衡有髻堵」宗輔、8月「狭夜衣鴛鴦剣翅」宗輔
- 元文5年（1740年）2月「鷓山姫捨松」宗輔 宗輔立作者を辞す。5月「本田善光日本鑑」（為永）9月「武烈天皇艤」為永
- 寛保元年（1741年）3月「本朝班女扇」為永、7月「播州皿屋舗」為永・浅田一鳥、9月「田村麿鈴鹿合戦」一鳥・豊田正蔵、宗輔。冬から越前少掾と宗輔が江戸に下り豊竹新太夫の肥前座を訪ねる。
- 寛保2年（1742年）2月「石橋山鎧襲」為永・宗輔（肥前座）。3月「百合稚高麗軍記」為永・宗輔・一鳥、8月「道成寺現在蛇鱗」一鳥・宗輔。宗輔豊竹座を辞し歌舞伎作者に転じる。10月4日紀海音死去、80歳。
- 延享2年（1745年）2月、並木千柳、竹本座入り。8月「浦島太郎倭物語」為永。
- 延享4年（1747年）3月「万戸将軍唐日記」浅田一鳥。
- 寛延元年（1748年）8月　並木丈輔が豊竹座立作者となり浅田一鳥が脇に回る。
- 寛延2年（1749年）3月「八重霞浪花浜荻」
- 寛延3年（1750年）宗輔が竹本座から戻る。
- 宝暦元年（1751年）9月7日並木宗輔死去、57歳。10月「日蓮上人御法海」、12月「一谷嫩軍記」宗輔、一鳥、浪岡鯨児、並木正三ら。一年の続演。
- 宝暦2年（1752年）11月、並木正三、豊竹座を辞し角の芝居三枡大五郎座へ。12月「倭仮名在原系図」（豊竹甚六（越前少掾の息子）浪岡鯨児、並木素柳）
- 宝暦3年（1753年）7月「雄結勘助島」10月「苅萱桑門筑紫𨏍」再演
- 宝暦4年（1754年）2月「将軍太郎東文談」（並木永輔参加）7月「義経腰越状・釜淵双級巴」再演、11月「天智天皇刈穂庵」。
- 宝暦5年（1755年）4月「三国小女郎曙桜」7月「双扇長柄松」秋「和田合戦女舞鶴・後三年奥州軍記」
- 宝暦6年（1756年）3月「義仲勲功記」閏11月「甲斐源氏桜軍配」
- 宝暦7年（1757年）1月「写絵姿足利染」3月「前九年奥州合戦」8月「清和源氏十五段」12月「祇園祭礼信仰記」（中邑阿契・一鳥）15か月の続演となる。
- 宝暦9年（1759年）3月「芽源氏鶯塚」一鳥、5月「難波丸金鶏」
- 宝暦10年（1760年）8月「摂津国長柄人柱」再演、12月「祇園女御九重錦」（「三十三間堂棟由来」若竹笛躬、阿契）
- 宝暦11年（1761年）2月14日、豊竹座から出火し焼失。9月「人丸万歳台」
- 宝暦13年（1763年）1月「藤原秀郷俵系図」再演、9日、出羽芝居からの類焼で焼失。12月「番場忠太紅梅箙」
- 明和元年（1764年）4月「官軍一統志」、9月13日、豊竹上野少掾死去、84歳。「嬢景清八嶋日記」
- 明和2年（1765年）7月「内助手柄淵」、8月、歌舞伎芝居になる。
- 明和3年（1766年）冬、此太夫が北堀江市の側に豊竹座を再建。
- 明和4年（1767年）1月「星兜弓勢鑑」、12月、「染模様妹背門松」菅専助
- 明和5年（1768年）「潤色江戸紫」「忠孝大磯通」専助。11月、豊竹筑前少掾死去。
- 明和7年（1770年）9月19日、道頓堀に豊竹座、座元は豊竹此吉（此太夫）「源平鵯鳥越」11月「北条時頼記」
- 安永2年（1773年）並木正三死去、43歳。「摂州合邦辻」（菅専助）

明和2年（1765年）以降は豊竹座系の人形浄瑠璃の小屋はいくつかあったが、正確にいつなくなったかは不明である。